# Nedroledon iranensis
Nedroledon iranensis är en insektsart som beskrevs av Hölzel 1972. Nedroledon iranensis ingår i släktet Nedroledon och familjen myrlejonsländor. Inga underarter finns listade i Catalogue of Life.